# Family Circle Cup 2005
Family Circle Cup 2005 - жіночий тенісний турнір, що проходив на відкритих кортах кортах з ґрунтовим покриттям Family Circle Tennis Center у Чарлстоні (США). Це був 33-й за ліком Family Circle Cup. Належав до турнірів 1-ї категорії в рамках Туру WTA 2005. Несіяна Жустін Енен-Арденн здобула титул в одиночному розряді.

## Фінальна частина

### Одиночний розряд
Жустін Енен-Арденн —  Олена Дементьєва, 7–5, 6–4

### Парний розряд
Кончіта Мартінес /  Вірхінія Руано Паскуаль —  Івета Бенешова /  Квета Пешке, 6–1, 6–4